# Болтарович, Зоряна Евгеньевна
Зоряна Евгеньевна Болтарович (укр. Зоряна Євгенівна Болтарович, 3 января 1935, село Задворье Золочевского повята Тернопольского воеводства (ныне — Золочевского района Львовской области, Украина) — 16 июля 1992, Львов) — советский и украинский филолог, этнолог, этнограф. Доктор исторических наук (1992), действительный член Научного общества имени Шевченко (1992).

## Биография
Родилась 3 января 1935 года в селе Задворье Золочевского повята Тернопольского воеводства, Польша (ныне — Золочевского района Львовской области, Украина).
Окончила Львовскую среднюю школу № 36. В 1957 году окончила украинское отделение филологического факультета Львовского государственного университета. В 1957—1962 годах работала учителем украинского языка и литературы в средней школе № 63 во Львове. 15 февраля 1962 года перешла на работу в Государственный музей этнографии и художественного промысла АН УССР (с 1992 года — институт народоведения НАН Украины), в котором работала старшим лаборантом (в 1962—1963 годах), младшим (с сентября 1963 года), а с ноября 1980 года — старшим научным сотрудником отдела этнографии.
В 1964—1971 годах изучала украинско-польские научные связи в области этнологии, этнографическую деятельность и украиноведческую проблематику в работах польских ученых XIX века, написав ряд научных статей и монографию «Украина в исследованиях польских этнографов XIX в.» (1976). В 1979 году защитила кандидатскую диссертацию на эту же тему.
С 1972 одной из первых занялась систематическим изучением украинской народной медицины, написала почти 50 научных и научно-популярных статей, а также три монографии: «Народное лечение украинцев Карпат конца XIX — начала XX века». (1980), «Народная медицина украинцев» (1990), «Украинская народная медицина: История и практика» (1994). Также занималась исследованиями традиционной системы воспитания детей в украинских семьях, биографий некоторых украинских этнологов. 18 июня 1992 года защитила докторскую диссертацию на тему «Народная медицина украинцев».
В 1990 году была избрана заместительницей председателя секции этнографии и фольклористики Научного общества имени Шевченко, а в 1991 году возглавила его этнографическую комиссию.
Скончалась 16 июля 1992 года во Львове, похоронена на Лычаковском кладбище.